# Kukar család
A Kukar család egyike volt a Horvát Királyság azon tizenkét törzsi nemzetségének, amelyet a Pacta conventa is említ.

## A név eredete
A családnév etimológiai eredete ismeretlen. Az általánosan elfogadott tudományos álláspont szerint a név a fehér horvát Kloukas személynevéhez fűződik, aki Bíborbanszületett Konstantin császár De Administrando Imperio című műve (10. század) szerint egyike annak a hét testvérnek, akik a horvát törzseket a mai Horvátországba való vándorlásuk során vezették.

## Története
A nemzetség legkorábbi ismert őse Ugrin Kukar zsupán, egyike a Pacta conventában említett tizenkét nemesnek. A Supetari kartulárium szerint a Horvát Királyság egyik bánja Dmitar Zvonimir horvát király haláláig „Stephanus Cucar” volt, amint a Kukar nemzetségbeli „Slauaz Cucar” töltötte be ezt a tisztséget Krešimir király idejében is. Lehetséges, hogy az a bizonyos Petar, akit Spalato város képviselői I. László magyar királyhoz küldtek, ugyancsak a nemzetségből származott.
Az első bizonyos említés a törzsről 1177-78-ban történt Podstrana térségében (Split közelében), ahol egy Kukari nevű terület (territorium Cucarorum) volt. A történeti forrásokban leggyakrabban a 15. században szerepelnek, amikor Luka zsupániában, Ostrovica, Zára, Sebenico és Scardona környékén élnek. Központjuk Skradin vidékén volt, Budak (Budačići, Hrupalci, Tulovci), Rakitnica, Krković és Čulišić (volt Kulišić) falvak között. 1406-ban az egykori Biljane falut, amely ma a Skradin melletti Sonković része szintén Kukarnak nevezték, mely nevet a mai napig őrzi egy közeli domb, valamint egy forrás és a Cocur-patak is. 1434-ben a Kukar helynevet két másik falu is viselte Ždrapanj közelében és Vrlikától keletre.
A szakemberek úgy gondolják, hogy a 15. századra a nemzetség több ágra szakadt, többek között Kulišić (és az ebből létrejött Milutinić, 1497), Mirogerutić (1428), Budačić (1428), Cvitojević (1484) és Hatežević (1492) családokra. A bribiri Šubićok egyik ágát a Kukarokról („Georgius Swbych de genere Kukarorum”, 1443) nevezték el. Valószínűleg az ág a Kukar nemzetséghez köthető, de a kapcsolat nem tisztázott. Az első biztosan feljegyzett családtagok Nikleuš és Cvitoj Budačić, az elhunyt Marko Kukar fiai 1393-ban. Cvitoj leszármazottja, Ivan Cvitojević 1484-ben több faluban is eladott birtokokat. A krikovići Pavao Budačićot 1419-ben és 1428-ban nemesi bíróként említik Luka zsupániához tartozó Podgrađében. 1447-ben Vukša fia, Bogdan Kuzmić, a Benkovac melletti Tinj bírája nagybátyja, Mihovil Šibica szerepel pedig a tulovci birtokok eladásával kapcsolatban szerepel. Egy scardonai nemes, Zára város polgára, Stipša Stipšić 1454-ben Scardona környékén, 1457-ben és 1461-ben pedig Zára mellett adott el birtokokat. Az 1490-es években Luka zsupánia nemesi bírái Pavao Hetežević és Stjepan Mišljenović voltak. A nemzetség utolsó ismert említése Zára területén 1581-ből, a pagi Matija mestertől származik. A szakemberek szerint a 15. században Zárában és Sebenicoban említett Kokarić család nem tartozott a nemzetséghez.